# Ciaramicola

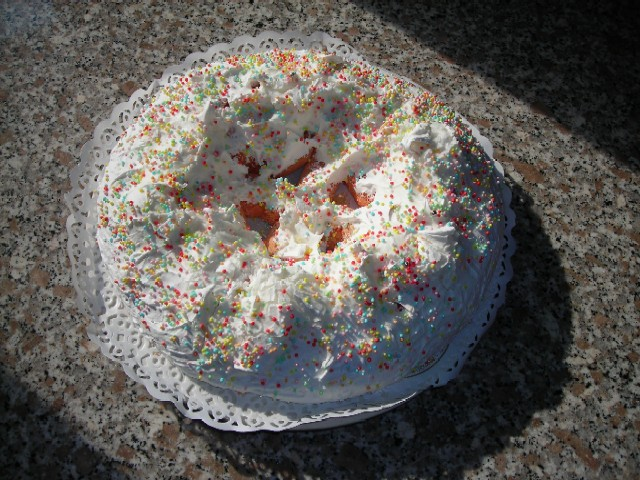
La ciaramicola

La ciaramicola è un tipico dolce pasquale della provincia di Perugia; si tratta di una torta a forma di ciambella, di colore rosso con copertura di meringa e confettini colorati di copertura. A differenza però degli altri dolci a forma di ciambella, in tutta l'Umbria la ciaramicola nella parte bucata è caratterizzata da una parte di impasto a forma di croce. 
Ma è anche un inno alla città di Perugia, infatti rappresenta i cinque rioni di Porta Sole, Porta Sant'Angelo, Porta Susanna, Porta Eburnea e Porta San Pietro. I colori che compaiono nel dolce fanno riferimento ai rioni e allo stemma di Perugia. Rossa all'interno, coperta di glassa bianca all'esterno e impreziosita di confettini colorati.

## Preparazione
Disporre a fontana su una spianatoia la farina, il lievito in polvere per dolci, un pizzico di sale e lo zucchero. Versare al centro la scorza grattugiata, due uova e un tuorlo e aggiungere gradualmente l'alchermes, evitando di far entrare in contatto il liquore con le uova. Impastare il tutto per qualche minuto. Unire quindi strutto o burro e lavorare finché l'impasto non sarà soffice. Versare in uno stampo per ciambella imburrato e infornare a 180 °C per circa mezz'ora. Togliere dal forno e, nel frattempo, montare a neve l'albume rimasto con un pizzico di zucchero. Disporre le chiare montate a neve sulla superficie del dolce e spargervi sopra una pioggia di confettini colorati. Rimettere nel forno, spento, affinché la meringa si rassodi e conservi il colore bianco.

## Curiosità
(Almadori, 2013 op. cit., pag. 114)